# Acalypha phleoides
La hierba del cáncer o hierba del pastor (Acalypha phleoides), es una especie de planta perteneciente a la familia Euphorbiaceae.

## Descripción
Es una hierba perennifolia, erecta que alcanza un tamaño de 20 a 50 cm de altura. Las hojas son avaladas. La inflorescencia se compone de una sola flor. El fruto es una cápsula que contiene 3 semillas. 

## Distribución y hábitat
Es originaria de México, donde se encuentra en climas semisecos a una altitud de entre los 200 y los 1850 metros, asociada a vegetación perturbada de matorral xerófilo.

## Propiedades
En Nayarit se usa  cuando hay infección (cáncer) en la matriz, así como para el dolor de pecho en varones. Para el tratamiento de ambos casos se recomienda tomar el cocimiento del tallo, las hojas y la flor por unos meses.

## Taxonomía
Acalypha phleoides fue descrita por  Antonio José de Cavanilles y publicado en Anales de Historia Natural 2(5): 139–140. 1800.
Etimología
Acalypha: nombre genérico que deriva del griego antiguo akalephes = ("ortiga"), en referencia a que sus hojas son semejantes a ortigas.
phleoides: epíteto
Sinonimia
- Acalypha ehretiifolia Klotzsch ex Pax & K.Hoffm.
- Acalypha hirta Cav.
- Acalypha lindheimeri Müll.Arg.
- Acalypha lindheimeri var. major Pax & K.Hoffm.
- Acalypha pastoris Schrank
- Acalypha pastoris DC. ex Willd.
- Acalypha phleoides Torr.
- Acalypha phleoides f. dioica McVaugh
- Acalypha phleoides var. hirta (Cav.) Müll.Arg.
- Acalypha prunifolia Kunth
- Acalypha rubra Willd.
- Ricinocarpus lindheimeri (Müll.Arg.) Kuntze
- Ricinocarpus phleoides (Cav.) Kuntze[5]